# Stadionbuurt
Die Stadionbuurt (deutsch Stadionviertel) ist ein Stadtviertel in Amsterdam Oud-Zuid, gelegen im Stadtbezirk Amsterdam-Zuid (Provinz Nordholland) und hatte am 1. Januar 2024 11.855 Einwohner.
Die Stadionbuurt wurde bekannt durch die Olympischen Sommerspiele von 1928.

## Geschichte
Der Direktor vom „Gemeentelijke Woningdienst“ (deutsch Institution der Gemeinde für Wohnungsbau), Arie Keppler, in Amsterdam kam Anfang des 20. Jahrhunderts mit einem Plan um 1750 Wohnungen bauen zu lassen unter anderem wegen der Wohnungsnot in der Stadt. 1919 wurde der niederländische Architekt Jan Gratama (1877–1947) als Supervisor angestellt um den Plan näher auszuarbeiten. Keppler wollte unter dem Einfluss deutscher Architekten die sogenannte „Einheitliche Blockfront“ in der Stadionbuurt realisieren. Durch die explosive Steigung der Baukosten 1919 waren die Kosten gegenüber 1914 um 350 % gestiegen, wurde der Plan für später aufgeschoben.

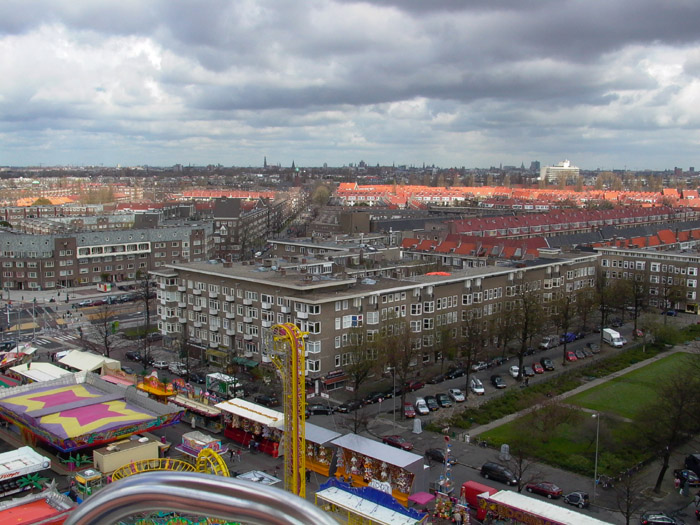
Stadionbuurt

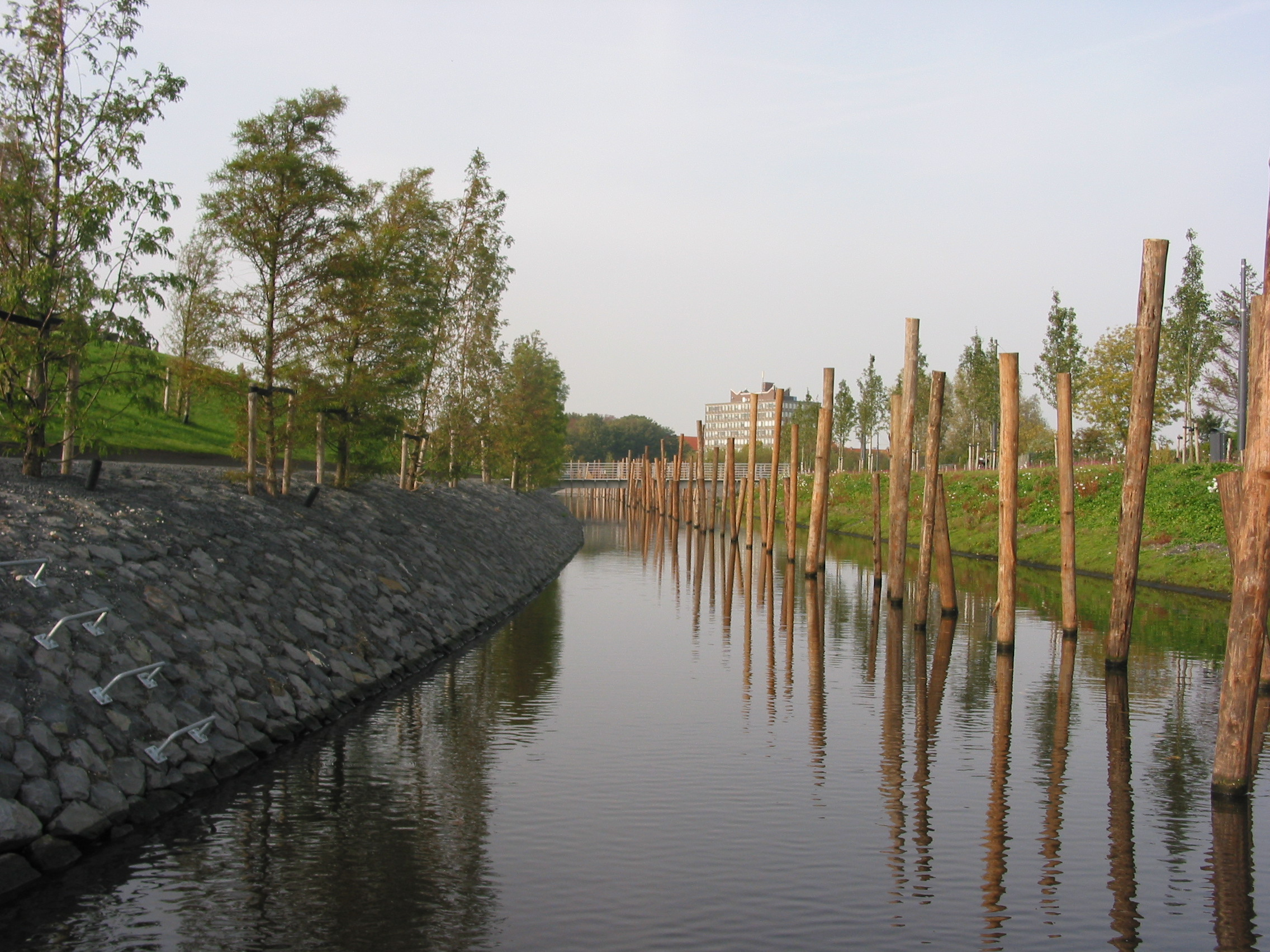
Park Schinkeleilanden

Die Stadionbuurt, auch bekannt als Olympisch Gebied (und auch Olympisch Kwartier genannt) umfasst den Platz Stadionplein gegenüber dem Olympiastadion, das Stadionterrein rund um das Olympiastadion mit Sportanlagen. Außerdem der Stadtpark Schinkeleilanden, der aus vier kleinen Inseln (niederländisch Eiland) besteht: Voetbaleiland, Parkeiland, Tenniseiland und Natuureiland. Ein Fahrradweg verbindet das Amsterdamse Bos und den Vondelpark mit den Inseln.
Im Norden vom Olympisch Gebied wurde ein neues Wohnviertel gebaut dessen Architektur an die Amsterdamer Schule (niederländisch Amsterdamse School) erinnert.
Zwischen 2005 und 2008 entstanden dort circa 900 Neubauwohnungen. Die Architektur und der Straßenplan basierte auf Hendrik Petrus Berlages Plan für Amsterdam Zuid.
Seit dem 1. Mai 2010 sind die Stadtbezirke Amsterdam Oud-Zuid (85.000 Einwohner) und Zuideramstel zusammengefügt unter Amsterdam Zuid. Die Stadionbuurt liegt im Stadtteil Amsterdam Oud-Zuid.

## Verkehrsverbindung
Mit den Straßenbahnen Nr. 16 und 24 (Stand: Oktober 2012) ist die Stadionbuurt zu erreichen. Die nr. 24 hält am Stadionweg und die Nr. 16 am Stadionplein.

## Weiterführende Literatur
- Paul Fennis: Oud-Zuid - Vondelparkbuurt Stadionbuurt Schinkelbuurt Hoofddorppleinbuurt. ISBN 978-90-72810-25-0
- Robert Elfrink, Donald Lambert, Piet Polderman, Roelof Josephus Wit: Berlage en de toekomst van Amsterdam Zuid. S. 13. Unter anderem das die Stadionbuurt Teil aus machte von H.P. Berlages „Plan Zuid“.
- Marieke Cornelie Kuipers: Bouwen in beton. Kapitel: Jan Gratama (1877–1947). S. 169, 170, 171. Rijksdienst voor de Monumentenzorg, 1987